# Nitrificazione

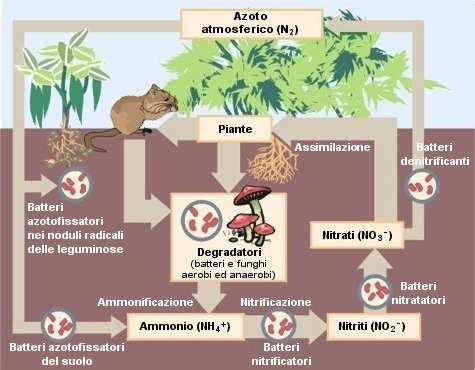
Rappresentazione schematica del ciclo dell'azoto

La nitrificazione è la trasformazione dell'ammoniaca (NH3) e ioni ammonio (NH4+) in ioni nitrito (NO2-) e successivamente ioni nitrato (NO3-).
Gran parte dell'azoto presente nel suolo si trova sotto forma di ammoniaca e ioni ammonio, derivanti dalla degradazione di proteine, urea o acido urico e tossici per tutti gli organismi viventi.
La riconversione di queste sostanze in un composto assimilabile dalle piante avviene tramite i processi di nitrificazione e di nitratazione operati da microrganismi, che  ricavano energia metabolica dalle reazioni che catalizzano (e che pertanto, dato che utilizzano composti inorganici per il loro normale metabolismo, rientrano a pieno diritto nel livello trofico dei produttori).

## Organismi nitrosanti
In primo luogo ci sono i batteri nitrosanti o nitrosatori appartenenti ai generi Nitrosomonas, Nitrocystis oppure Nitrospyra. Generalmente sono organismi che hanno il loro optimum di attività a pH neutro o lievemente alcalino e necessitano della presenza di carbonati di calcio e di potassio (CaCO3 e K2CO3). Quindi il loro massimo di efficienza è nei suoli di prateria.
Al contrario i terreni forestali sono acidi e depauperati di calcio e carbonati per liscivazione nei loro livelli superiori. I batteri, perciò, perdono gran parte della loro efficienza ed il loro ruolo nei processi di nitrificazione viene preso dai funghi del suolo in grado di compiere lo stesso processo. Il rendimento in questo caso è però inferiore rispetto a quello dei batteri.